# Lockheed Constitution
Die Lockheed R6V Constitution (ursprünglich Lockheed XR6O-1) war ein in den 1940er Jahren von Lockheed ursprünglich für die US Navy entwickeltes schweres Langstrecken-Transportflugzeug mit vier Kolbenmotoren. Die Besonderheit der R6V waren die beiden übereinander liegenden druckbelüfteten Passagierdecks, die über eine Wendeltreppe miteinander verbunden waren. Der Rumpf hatte eine ausgeprägte Einschnürung in Längsrichtung. Beide Decks waren über die gesamte Rumpflänge durchgehend.

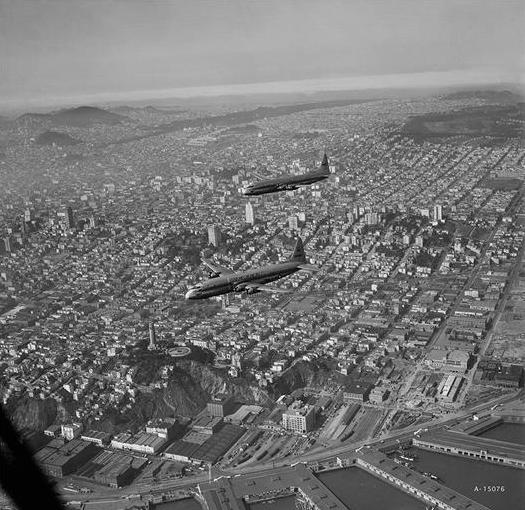
Die beiden gebauten Maschinen zusammen im Flug über San Francisco

Lediglich zwei Prototypen wurden von der R6V gebaut: Einer von ihnen war innen als Militärtransporter ausgestattet, der zweite erhielt eine luxuriöse Passagierkabine im Oberdeck und einen großen Frachtraum im Unterdeck. Der Jungfernflug fand am 9. November 1946 statt.
Das größte Problem des neuen Flugzeugs war die zu schwache Motorisierung: Trotz Einsatzes von vier Pratt & Whitney R-4360-Sternmotoren mit je 28 Zylindern und je 3.000 PS Nennleistung wurden die Motoren stark beansprucht und neigten zum Überhitzen. Ein Antrieb mit Turboprops wäre sinnvoll gewesen, aber entsprechende Triebwerke waren damals noch nicht serienreif. Eine sechsmotorige Auslegung hätte wiederum das Eigengewicht der Tragflächen so stark erhöht, dass ein wirtschaftlicher Betrieb ebenfalls nicht möglich gewesen wäre.
Die ursprünglich vom US-Militär platzierte Bestellung von 50 Stück wurde noch vor dem Jungfernflug auf die beiden Prototypen reduziert, die 1949 abgenommen und schon 1955 mangels Bedarf wieder stillgelegt wurden. Auch zivile Käufer für das Flugzeug (das als Passagiermaschine bis zu 168 Fluggäste hätte über den Nordatlantik transportieren können) fanden sich nicht, und das Projekt scheiterte. Kein Exemplar der Constitution hat bis heute überdauert. Bei der U.S. Navy konnte man bis 1962 am letzten Buchstaben der Flugzeugbezeichnung den Hersteller erkennen. Ursprünglich war dies für Lockheed ein „O“, was jedoch 1950 in „V“ geändert wurde. So wurde aus der R6O die R6V. Siehe hierzu auch Bezeichnungssystem für Luftfahrzeuge der US Navy von 1922 bis 1962.

## Technische Daten

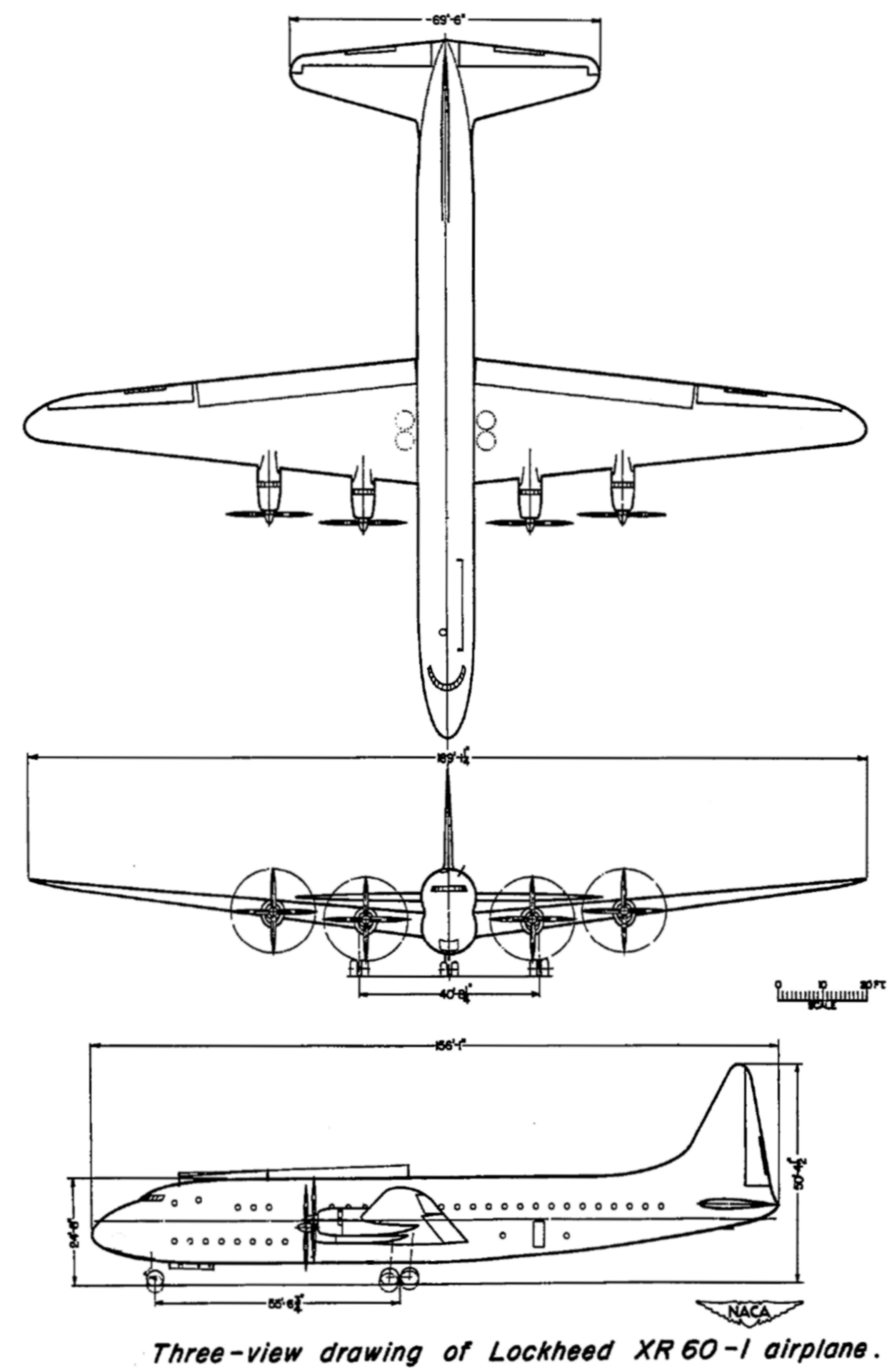
Dreiseitenriss

| Kenngröße             | Daten                                                           |
| --------------------- | --------------------------------------------------------------- |
| Besatzung             | 12                                                              |
| Passagiere            | 168                                                             |
| Länge                 | 47,6 m                                                          |
| Spannweite            | 57,6 m                                                          |
| Höhe                  | 15,4 m                                                          |
| Flügelfläche          | 334,5 m²                                                        |
| Flügelstreckung       | 9,9                                                             |
| Leermasse             | 51.610 kg                                                       |
| normale Startmasse    | 72.600 kg                                                       |
| max. Startmasse       | 83.460 kg                                                       |
| Triebwerke            | Vier Pratt & Whitney R-4360 mit je 2.240 kW (3.000 PS) Leistung |
| Höchstgeschwindigkeit | 490 km/h (auf 7.600 m Flughöhe)                                 |
| Reisegeschwindigkeit  | 418 km/h                                                        |
| Dienstgipfelhöhe      | 8.700 m                                                         |
| max. Steigrate        | 3,5 m/s                                                         |
| Reichweite            | 8.670 km                                                        |